# Pilskie Towarzystwo Piłki Siatkowej
PTPS Piła est un club polonais de volley-ball fondé en 1993 et basé à Piła qui évolue pour la saison 2023-2024 en championnat de Pologne de volley-ball féminin de deuxième division.

## Historique
- PTPS Prasa Piła (1993-1995)
- PTPS Nafta Piła (1995-2001)
- PTPS Nafta-Gaz Piła (2001-2006)
- PTPS Nafta Piła (2006-2007)
- PTPS Farmutil Piła (2007-2009)
- PTPS Piła (2009-2013)
- PGNiG Nafta Piła (2013–2015)
- PTPS Piła (2015–2017)
- Enea PTPS Piła (2017-...)

## Palmarès
- Championnat de Pologne[3]
  - Vainqueur : 1999, 2000, 2001, 2002.
  - Finaliste : 2006, 2007, 2008.
- Coupe de Pologne[3]
  - Vainqueur : 2000, 2002, 2003, 2008.
  - Finaliste : 2006.
- Supercoupe de Pologne[3]
  - Vainqueur : 2008.

## Effectifs

### Saison 2020-2021
| No                              | Nom                             | Date de naissance               | Taille                         | Poids                          | Poste                          |
| ------------------------------- | ------------------------------- | ------------------------------- | ------------------------------ | ------------------------------ | ------------------------------ |
| 1                               | Judyta Gawlak                   | 6 novembre 1990                 | 185                            |                                | Centrale                       |
| 2                               | Angelika Wystel                 | 29 août 1995                    | 183                            |                                | Réceptionneuse-attaquante      |
| 6                               | Maja Pelczarska                 | 13 juillet 1995                 | 178                            | 79                             | Passeuse                       |
| 7                               | Natalia Skrzypkowska            | 23 février 1989                 | 180                            | 65                             | Réceptionneuse-attaquante      |
| 10                              | Patrycja Gądek                  | 15 juin 1994                    | 182                            |                                | Réceptionneuse-attaquante      |
| 11                              | Gabriela Ponikowska             | 20 mai 1993                     | 184                            | 79                             | Centrale                       |
| 13                              | Marta Wellna                    | 7 avril 1988                    | 178                            | 75                             | Réceptionneuse-attaquante      |
| 16                              | Alina Bartkowska                | 15 novembre 1999                | 186                            | 82                             | Attaquante                     |
| 17                              | Anna Bodasińska                 | 15 juin 1998                    | 172                            | 61                             | Libero                         |
| 20                              | Anna Pawłowska                  | 22 février 1998                 | 169                            | 66                             | Libero                         |
| 21                              | Sonia Kubacka                   | 27 février 1996                 | 181                            | 65                             | Centrale                       |
| 22                              | Sylwia Kucharska                | 8 novembre 1995                 | 178                            | 64                             | Passeuse                       |
| 23                              | Koleta Łyszkiewicz              | 22 janvier 1993                 | 193                            | 79                             | Réceptionneuse-attaquante      |
|                                 |                                 |                                 |                                |                                |                                |
| Encadrement technique           | Encadrement technique           |                                 | Légende                        | Légende                        | Légende                        |
| Entraîneur : Mirosław Zawieracz | Entraîneur : Mirosław Zawieracz | Entraîneur : Mirosław Zawieracz | : Capitaine                    | : Capitaine                    | : Capitaine                    |
| Entraîneur(s) adjoint(s) :      | Entraîneur(s) adjoint(s) :      | Entraîneur(s) adjoint(s) :      | : Joueuse blessée actuellement | : Joueuse blessée actuellement | : Joueuse blessée actuellement |